# جسر الإنكا

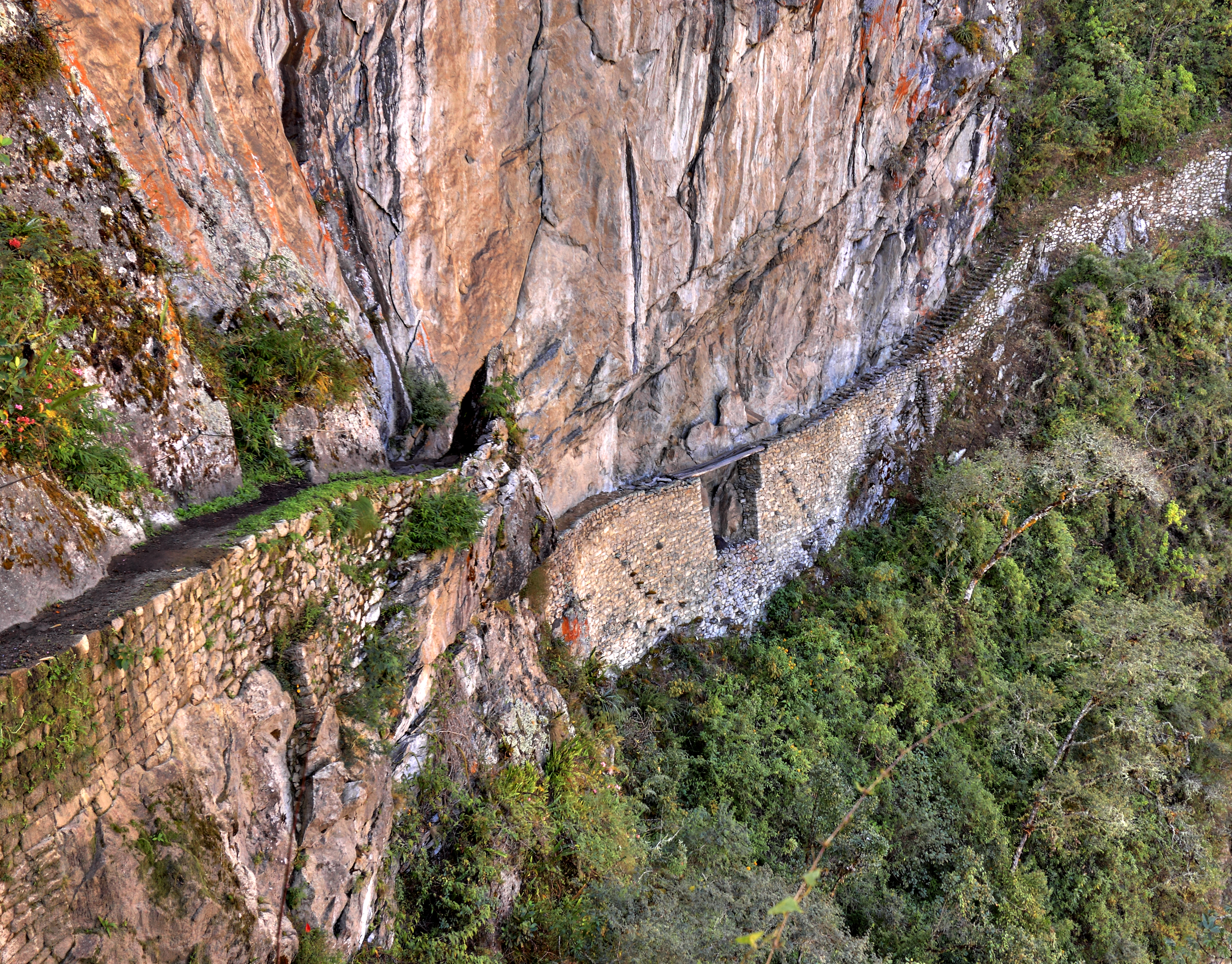
لقطة عن قرب لجسر الإنكا

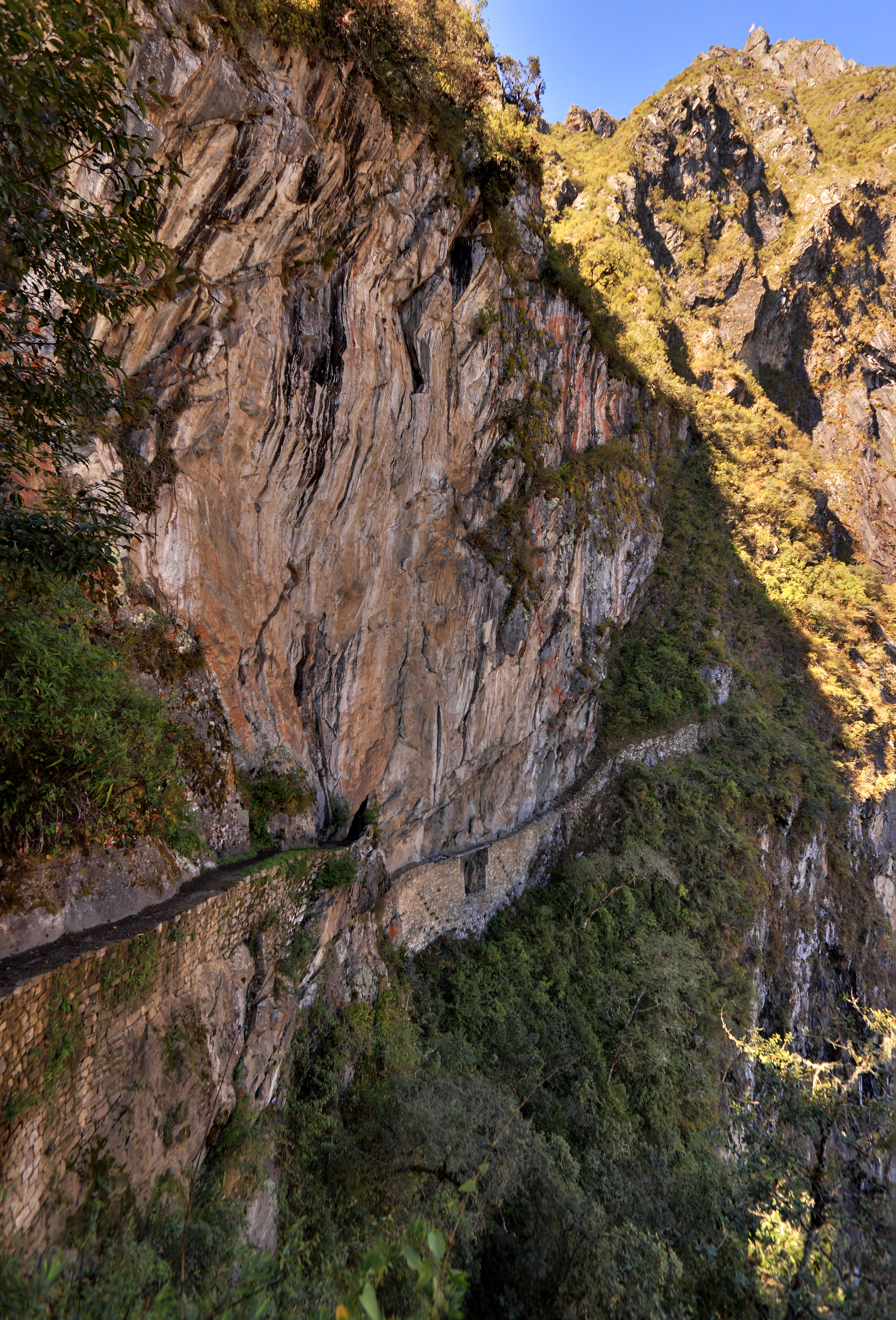
جرف شاهق فوق جسر الإنكا

جسر الإنكا أو جسر إنكا هما أحد الأمكنة للوصول إلى ماتشو بيتشو في بيرو. 
وقد بني الإنكا أحدهما على أنه مدخل سري إلى ماتشو بيتشو لجيش الإنكا. 